# Ортофосфат цинка
Ортофосфат цинка — неорганическое соединение, 
соль металла цинка и ортофосфорной кислоты с формулой Zn3(PO4)2,
бесцветные кристаллы,
не растворяется в воде,
образует кристаллогидрат.

## Получение
- Обработка растворов солей цинка гидрофосфатом натрия:

{\displaystyle {\mathsf {3ZnCl_{2}+4Na_{2}HPO_{4}\ {\xrightarrow {}}\ Zn_{3}(PO_{4})_{2}\downarrow +2NaH_{2}PO_{4}+6NaCl}}}

## Физические свойства
Ортофосфат цинка образует бесцветные кристаллы,
не растворяется в воде и этаноле.
Образует кристаллогидрат состава Zn3(PO4)2•4H2O.

## Химические свойства
- Реагирует с кислотами с образованием кислых солей:

{\displaystyle {\mathsf {Zn_{3}(PO_{4})_{2}+4H_{3}PO_{4}\ {\xrightarrow {}}\ 3Zn(H_{2}PO_{4})_{2}}}}

## Применение
- В стоматологии как компонент пломбировочных материалов.